# Guerre dano-suédoise (1501-1512)
Pour les articles homonymes, voir Guerres dano-suédoises.
La guerre dano-suédoise de 1501-1512 est un conflit opposant le royaume du Danemark à la Suède.
La guerre commence lorsque Sten Sture le Vieil, destitué en 1497 de sa fonction de régent de Suède par le roi Jean Ier de Danemark prend la tête d'une révolte et s'empare de Stockholm après un siège. À la mort de Sten Sture, en 1503, Svante Nilsson lui succède comme régent et résiste aux tentatives danoises de reconquête.
La guerre s'intensifie en 1509 lorsque la Hanse, et particulièrement la ville de Lübeck, s'allie aux Suédois et les aide à s'emparer des forteresses danoises de Kalmar et de Borgholm. La marine danoise combat alors la flotte de la Hanse au large de Nakskov (1510) et de Bornholm (1511).
Le traité de Malmö, signé en avril 1512, rétablit les droits de la Hanse sur le commerce danois de la mer Baltique, mais lui fait accepter la concurrence néerlandaise. La Hanse doit également cesser de soutenir militairement la Suède et Lübeck doit verser des réparations de guerre au Danemark. La Suède et le Danemark signent une trêve qui ne durera que quelques années jusqu'à la guerre suédoise de libération.